# 207ª Divisione costiera
La 207ª Divisione Costiera fu una grande unità di fanteria del Regio Esercito durante la seconda guerra mondiale.

## Storia
La divisione venne costituita a Palermo il 15 novembre 1941 per trasformazione del VII Settore Costiero di Brigata, con alle dipendenze il 138º e 139º Reggimento fanteria territoriale mobile (T.M.), il 117º Reggimento bersaglieri T.M. ed il 12º Raggruppamento di artiglieria costiero. Venne posta a presidio di una fascia di costa di 100 km tra Licata e Sciacca. Successivamente assunse la responsabilità del tratto tra il fiume Verdura e torre Macauda. Il 19 l'organico fu rafforzato con dal CCXXIII Gruppo da 100/22, dislocato a Favara. Il 30 novembre la divisione venne passata in rivista dal Re.
Da dicembre la grande unità fu costantemente impegnata al controllo ed il contrasto di incursioni dall'aria e dal mare di piccoli distaccamenti di sabotatori alleati, soprattutto nella zona di Porto Empedocle. Su segnalazione della DICAT, i reparti intervenivano con un breve fuoco di sbarramento di artiglieria, seguito dall'intervento delle mitragliatrici. Dal 10 dicembre nel frattempo i reggimenti e battaglioni T.M. della divisione vennero trasformati in reggimenti e battaglioni costieri; la divisione ricevette poi il 369º ed il 417º Nucleo anti-paracadutisti (N.A.P.).
Nella notte tra il 9 ed il 10 luglio 1943 ebbe inizio lo Sbarco in Sicilia in codice Operazione Husky. Sulle coste di Licata iniziarono le operazioni di sbarco della JOSS Force. Questa era basata sulla 3rd Infantry Division statunitense del brigadier generale Lucian King Truscott, rinforzata da un battaglione di rangers e 600 goumiers, per un totale di 20 470 uomini. I battaglioni CCCIC e DXXXVIII del 139º Reggimento fanteria costiero, supportati da tre batterie della MILMART ed un treno armato della Regia Marina, si trovarono ad affrontare nove battaglioni americani appoggiati dal potente fuoco navale. I reparti italiani opposero una strenua resistenza. Fin dal mattino del 10 il generale Guzzoni provvide ad inviare rinforzi dalla Riserva d'Armata alla 207ª Divisione, come il 10º Raggruppamento semoventi M.41 da 90/53 che, insieme al 177º ed al 10º Reggimento bersaglieri T.M., arrivò a Licata in nottata ed entrò in azione l'11 luglio. La resistenza italiana opposta, oltre che dalla 207ª del Gen. Ottorino Schreiber(sostituito dal Gen. Augusto de Laurentiis), anche dalla 206ª Divisione Costiera del Gen. Achille d'Havet e dalla XVIII Brigata costiera del Gen. Orazio Mariscalco, fu tanto ostinata che per due giorni gli americani non poterono completare lo sbarco e rischiarono anzi di essere ricacciati in mare. La Joss Force conquistò Licata già la mattina del 10 luglio e alle ore 13 circa il porto di Licata fu aperto dalle forze U.S.A. il 16 gli americani riuscirono a conquistare Agrigento. In seguito alle perdite riportate, la divisione si sciolse di fatto negli stessi giorni.

## Ordine di battaglia: 30 novembre 1941
- Stato maggiore
- Quartier generale
  - Reparto comando
  - 207º Nucleo CC.RR.
  - drappello automobilistico
- 138º Reggimento fanteria T.M.
  - CCCLXXXVIII Battaglione T.M.
  - CDXV Battaglione T.M.
  - CDXVII Battaglione T.M.
- 139º Reggimento fanteria T.M.
  - CCCXC Battaglione T.M.
  - LXII Battaglione complementi A.S.I.
- CV Battaglione mitraglieri da posizione
  - 505ª Compagnia mitraglieri da posizione
  - 516ª Compagnia mitraglieri da posizione
  - 536ª Compagnia mitraglieri da posizione
  - 550ª Compagnia mitraglieri da posizione
- I Gruppo squadroni/30º Reggimento "Cavalleggeri di Palermo"
- CCXXIII Gruppo artiglieria da 100/22
  - 26ª Batteria da posizione costiera
  - 198ª Batteria da posizione costiera
  - 331ª Batteria da posizione costiera
- III Gruppo autonomo MILMART
  - Batteria "Glena" da 120/50
  - 452ª Batteria da 76/40 Mod. 1916 R.M.
  - 482ª Batteria da 76/40
  - treno armato A.S. da 120/40
  - treno armato A.S. da 76/40
  - treno blindato B.6 da 47/32 Mod. 1935
  - compagnia mitraglieri PE.31 da 13,2 mm
  - compagnia mitraglieri PE.42 da 13,2 mm
  - compagnia mitraglieri PE.53 da 20 mm
  - compagnia mitraglieri PE.64 da 20 mm
- 11ª Sezione fotoelettricisti
- XIX Battaglione genio artieri
- un nucleo sezione sussistenza
- una autosezione leggera

## Ordine di battaglia: 10 luglio 1943
- Stato maggiore
- Quartier generale
  - Reparto comando
  - 207º Nucleo CC.RR.
  - drappello automobilistico
- 138º Reggimento fanteria costiero
  - CCCVIII Battaglione costiero
  - CCCLXXXVIII Battaglione costiero
  - CDLXXVI Battaglione costiero
- 139º Reggimento fanteria costiero
  - CCCXC Battaglione costiero
  - CDXIX Battaglione costiero
- 177º Reggimento bersaglieri costiero
  - DXXV Battaglione bersaglieri costiero
  - DXXVI Battaglione bersaglieri costiero
  - DXXVII Battaglione bersaglieri costiero
- CIV Battaglione fanteria costiero
- CV Battaglione mitraglieri da posizione
  - 505ª Compagnia mitraglieri da posizione
  - 516ª Compagnia mitraglieri da posizione
  - 520ª Compagnia mitraglieri da posizione
- 103ª Compagnia mortai da 81
- CIV Battaglione cannoni controcarro da 47/32
- 12º Raggruppamento artiglieria costiera
  - XXXV Gruppo artiglieria costiera da 100/17
  - CXXIII Gruppo artiglieria da 100/22
- servizi divisionali.[5]

## Comandanti (1941-1943)
- Gen. B. spe Giuseppe Romano (15-19 novembre 1941)
- Gen. D. fuori quadro Antonio Calierno (20 novembre 1941- 30 novembre 1942)
- Gen. B. spe Umberto Marchesi (interim)
- Gen. B. spe Ottorino Schreiber (1º dicembre 1942 - 11 luglio 1943)
- Gen. B. spe Augusto de Laurentiis (12 - 22 luglio 1943)